# Колоколово (Пермский край)
Колоколово — деревня в Большесосновском районе Пермского края. Входит в состав Кленовского сельского поселения.

## Географическое положение
Деревня расположена в верховьях реки Чёрная, примерно в 3 км к югу от административного центра поселения, села Кленовка.

## Население
| 2010 |
| ---- |
| 1    |

## Улицы
- Лесная ул

## Топографические карты
- Лист карты O-40-73 Кузьма. Масштаб: 1 : 100 000. Состояние местности на 1983 год. Издание 1984 г.